# اچ‌ام‌اس کونولویولس (کی۴۵)
اچ‌ام‌اس کونولویولس (کی۴۵) (به انگلیسی: HMS Convolvulus (K45)) یک کشتی است. این کشتی در سال ۱۹۴۰ ساخته شد.